# (17719) 1997 XV1
(17719) 1997 XV1 est un astéroïde de la ceinture principale d'astéroïdes découvert en 1997.

## Description
(17719) 1997 XV1 a été découvert le 2 décembre 1997 à l'observatoire de Nachikatsuura au Japon, par Yoshisada Shimizu et Takeshi Urata.

### Caractéristiques orbitales
L'orbite de cet astéroïde est caractérisée par un demi-grand axe de 2,32 UA, un périhélie de 2,16 UA, une excentricité de 0,07 et une inclinaison de 7,07° par rapport à l'écliptique. Du fait de ces caractéristiques, à savoir un demi-grand axe compris entre 2 et 3,2 UA et un périhélie supérieur à 1,666 UA, il est classé, selon la JPL Small-Body Database, comme objet de la ceinture principale d'astéroïdes.

### Caractéristiques physiques
(17719) 1997 XV1 a une magnitude absolue (H) de 14,8 et un albédo estimé à 0,055.